# Glenn Cooper
Pour les articles homonymes, voir Cooper.
Œuvres principales
- Série Will Piper
- Série La Terre des damnés

Glenn Cooper, né le 8 janvier 1953 à White Plains, dans l'État de New York, est un médecin, romancier, scénariste et producteur de cinéma américain, auteur de roman policier.

## Biographie
Il est élevé dans la banlieue de New York et fait ses études supérieures à l'Université Harvard, où il obtient un baccalauréat en archéologie, avec mention honorifique (magna cum laude), en 1974. Il entre ensuite à la faculté de médecine de l'Université Tufts et reçoit son diplôme en 1978. Il complète un internat et une résidence en médecine interne au Beth Israel Deaconess Medical Center, puis se spécialise dans les maladies infectieuses au Massachusetts General Hospital de Boston. Il s'engage ensuite, sous l'égide de l'International Rescue Committee, comme médecin d'urgence au camp de réfugiés de Khao-I-Dang en Thaïlande, puis à l'Hôpital Albert Schweitzer en Haïti. Il a aussi travaillé, pendant deux ans, pour l'US Public Health Service de Loewell, au Massachusetts.
En 1985, il est embauché par le groupe pharmaceutique Eli Lilly, où il mène d'abord des recherches sur de nouveaux antibiotiques, avant d'occuper d'autres fonctions au sein de l'entreprise tant en Amérique qu'en Angleterre. À partir de 1990, il travaille pour d'autres compagnies pharmaceutiques et, en 2009, il est président-directeur général de Endo Pharmaceuticals. Il supervise aussi l'approbation par la FDA et la commercialisation de plusieurs médicaments pour des traitements en urologie et endocrinologie.
En littérature, il se destine d'abord à l'écriture de scénarios. Il amorce des études en cinéma, qu'il ne finit pas, à l'Université de Boston, puis parvient à vendre certains scripts à des maisons de production d'Hollywood, mais sans qu'aucun n'intéresse assez un producteur ou un réalisateur pour devenir un film jusqu'en 2005 où il signe, en collaboration, le scénario du film Long Distance. Devant le succès modeste du film, Cooper se tourne alors vers la production de films indépendants et, surtout, vers l'écriture de romans. En 2009, après de nombreux refus, il publie Le Livre des morts (The Library of the Dead), un thriller, où apparaît pour la première fois l'agent du FBI Will Piper, dont l'intrigue tourne autour de la découverte de mystérieux textes médiévaux dans une non moins étrange bibliothèque. Le roman est un best-seller international et Will Piper revient dans deux autres aventures dont les ramifications, souvent ancrées dans de réels événements historiques, ont une portée philosophique.
Gleen Cooper a également fait paraître des romans policiers historiques.

## Œuvres

### SérieWill Piper
1. Le Livre des morts, Le Cherche midi, coll. « Ailleurs », 2010 ((en) The Library of the Dead, 2009), trad. Carine Chichereau, 419 p.  (ISBN 978-2-7491-1665-5)Paru également sous le titre Secret of the Seventh Son
2. Le Livre des âmes, Le Cherche midi, coll. « Thrillers », 2010 ((en) The Book of Souls, 2010), trad. Carine Chichereau, 393 p.  (ISBN 978-2-7491-1672-3)
3. Le Livre des prophéties, Le Cherche midi, coll. « Thrillers », 2014 ((en) The Keepers of the Library, 2013), trad. Caroline Nicolas, 348 p.  (ISBN 978-2-7491-2912-9)

### SérieLa Terre des damnés
1. La Porte des ténèbres, Le Cherche midi, coll. « Thrillers », 2016 ((en) Pinhole, 2015), trad. Diniz Galhos, 624 p.  (ISBN 978-2-7491-4258-6)
2. Le Feu des âmes, Le Cherche midi, coll. « Thrillers », 2017 ((en) Portal, 2015), trad. Diniz Galhos, 608 p.  (ISBN 978-2-7491-4261-6)
3. La Clé des ombres, Le Cherche midi, coll. « Thrillers », 2017 ((en) Floodgate, 2015), trad. Diniz Galhos, 520 p.  (ISBN 978-2-7491-4262-3)

### SérieCal Donovan
- Le Livre de la Croix, City Éditions, 2019 ((en) The Sign of the Cross, Severn House Publishers Ltd, 2018  (ISBN 9780727829191)), thriller, 400 p.  (ISBN 9782824613826)
- Le Livre des Vierges, City Éditions, 2019 ((en) Three Marys, Severn House Publishers Ltd, 2018  (ISBN 978-0727888211)), thriller, trad. Sophie Taam, 320 p.  (ISBN 9782824633084)
- (en) The Debt, 2019
- (en) The Showstone, 2019
- La Dernière des Prophéties, City Éditions, 2022 ((en) The Fourth Prophecy, Severn House Publishers Ltd, 2022), thriller, trad. Sophie Taam, 336 p.  (ISBN 9782824620589)
- Le Secret de Marie-Madeleine ((en) The Lost Pope, 2023)

### Romans indépendants
- Le Testament des templiers, Le Cherche midi, coll. « Thrillers », 2012 ((en) The Tenth Chamber, 2010), trad. Danièle Mazingarbe, 422 p.  (ISBN 978-2-7491-1831-4)
- La Prophétie des papes, Le Cherche midi, coll. « Thrillers », 2013 ((en) The Devil Will Come, 2011), trad. Sophie Aslanides, 411 p.  (ISBN 978-2-7491-2196-3)
- (en) Near Death, 2014
- Le Secret du Graal, Le Cherche midi, coll. « Thrillers », 2014 ((en) The Resurrection Maker, 2014), trad. Bérénice Paupert, 448 p.  (ISBN 978-2-7491-3977-7)
- (en) The Cure, 2020
- (en) The Taken Girls, 2021

## Filmographie

### En tant que scénariste
- 2005 : Long Distance, film américain réalisé par Marcus Stern, avec Monica Keena, Ivan Martin et Kevin Chapman

### En tant que producteur
- 2013 : Dark Feed, film américain réalisé par Michael Rasmussen et Shaw Rasmussen
- 2015 : The Inhabitants, film américain réalisé par Michael Rasmussen et Shaw Rasmussen